# Malayopotamon gestroi
Malayopotamon gestroi is een krabbensoort uit de familie van de Potamidae. De wetenschappelijke naam van de soort is voor het eerst geldig gepubliceerd in 1900 door Nobili.